# Liste der Sagen vom Schatzkegelspiel
Die Liste der Sagen vom Schatzkegelspiel umfasst eine (nicht vollständige) Sammlung mit Angaben zu Inhalt und Ort der Sagen vom Schatzkegelspiel, insbesondere des Goldenen Kegelspiels, die im deutschen und französischen Sprachraum weit verbreitet sind. Die Gruppe dieser Sagen ist stets mit dem Kegelspielgerät verbunden (Kegelries = Gesamtheit der Kegel, einzelne Kegel, Kugel oder Kegelbahn aus Gold und/oder Silber). Die Orte dieser Liste weisen auf einen Schatz in einer dieser Gestalten hin, der dort liegen soll. Bis heute wurde noch kein Schatz dieser Art gefunden.

## Legende
- GKS: Abkürzung für Goldenes Kegelspiel.
- Nummerierung: Die Sagen sind vierstellig nummeriert. Der erste Buchstabe ist ein Sprachcode, der anzeigt, von welchem Volk die Sage stammt: D = deutsch, E = spanisch, F = französisch. Die erste Ziffer ist ein Ländercode, die anzeigt, in welchem Staat, der Sagenort liegt. 0 = Deutschland, 1 = Frankreich, 2 = Italien, 3 = Österreich, 4 = Schweiz, 5 = Spanien, 6 = Tschechien. Die nächsten zwei Ziffern sind eine fortlaufende Sagennummerierung innerhalb eines Staates. Sagen die räumlich so nahe beianderliegen, dass sie wohl auf einen gemeinsamen Sagenort ursprünglich zurückgehen, erhalten keine eigene Nummer, sondern einen fortlaufenden Buchstaben. D108 bedeutet: deutsche Sprache – Frankreich – Sage 08 in Frankreich. D117a bedeutet: deutsche Sprache – Deutschland – Sage 17 in Deutschland, 2. Sagenort.

## Liste

### Deutschland
- D001 Burg Iburg (Ruine) bei Tiefenstein (Görwihl), Baden-Württemberg. Variante A: Ein Knabe findet auf der Suche nach Haselnüssen am Berg eine Höhle, aus der es hell schimmert. Dort trifft er auf eine kegelnde Rittergesellschaft (Geister), die ihn als Kegelbuben einsetzt. Zum Lohn erhält er Goldstücke. Zu Hause angekommen erfährt er, dass er nicht einen Tag fort war, sondern sieben ganze Jahre. Das GKS sieht man manchmal nachts hell am Berg, es wurde aber nie gefunden.[1] Variante B: Ein Knabe trifft beim Holzsammeln in der Burg auf zwölf Geister, die ihn als Kegelbuben einsetzen. Mit dem Zwölf-Uhr-Läuten hören sie zu kegeln auf und schenken dem Knaben einen gelben Kegel, bevor sie mit dem letzten Glockenschlag verschwinden. Der Knabe lässt den schweren Kegel auf dem Weg nach Hause liegen und erfährt von seinem Vater, dass der Kegel aus Gold gewesen sein müsse. Doch als der Knabe den Kegel holen will, findet er an seiner Stelle nur ein Stück Holz.[2]
- D002 Burg Homburg (Burgstall) bei Ettikon (Tiengen), Baden-Württemberg. Ein Ritter der Burg raubte aus seiner Umgebung einen großen Schatz zusammen, den er in einem unterirdischen Gang verbarg. Nachts sieht man auf dem Berg Ritter und Ritterfrauen. Die Tochter des Ritters erscheint alle hundert Jahre in der Fastenzeit und bittet einen Vorüberkommenden, den Schatz zu heben, um sie und ihren Vater zu erlösen. Sie hält sich meist am Fluss nahe dem Burgberg auf. Ein Fischer folgt ihrer Erlösungsbitte und geht mit einem Kapuziner in die Berghöhle. In der 1. Höhle ist nichts Besonderes, in der 2. Kirchengerät und ein GKS, in der 3. eine Kiste mit Geld, die er zu ihrer Erlösung berühren soll. Da auf der Kiste ein schwarzer, feuerspeiender Pudel liegt, fällt der Fischer in Ohnmacht und wird vom Kapuziner aus den Höhlen gebracht.[3]
- D003 Belchen (Berg im Schwarzwald), Baden-Württemberg. Im Belchen liegt ein goldener Klotz auf einem silbernen Sägebock. Und es ist im Berg ein See, in dem ein GKS und ein goldener Wiesbaum schwimmen.[4]
- D004 Burg Zähringen (Ruine) auf dem Rosskopf bei Freiburg-Zähringen, Baden-Württemberg. Am Platz ist ein GKS begraben, nach dem früher oft gesucht wurde, das aber nie gefunden wurde.[5]
- D004a Schlossberg in Freiburg im Breisgau, Baden-Württemberg. Ein GKS der Zwerge liegt im Berg, in dem es manchmal donnert und rollt. Ein Geist versucht, mit der Kugel alle neune zu treffen, schafft aber nie mehr als acht auf einmal.[6]
- D004b Oberried (Gemeinde bei Freiburg im Breisgau), Baden-Württemberg. Ein Ritter baut ein Schloss mit einem goldenen Kegelries mit unschätzbarem Wert und versteckt es in einer Schatzkammer. Gnome spielen damit, als ein Junge namens Stefan sie entdeckt. Als ein Betrüger das Kegelries einsehen möchte, verschwindet es für alle Zeit.[7]
- D005 Burg Hohenkrähen (Ruine) auf dem Hohenkrähen bei Duchtlingen, Baden-Württemberg. Der Popele, ein hartherziger Vogt der Burg im Mittelalter, kegelt sonntags mit dem GKS im unterirdischen Gewölbe. Zwei Handwerksburschen treffen auf ihn und kegeln mit. Der eine findet auf dem Weiterweg eine (wertlose) Kegelkugel in seinem Rucksack und wirft sie weg. Der andere setzt später seinen Ranzen ab und findet darin einen Kegel aus Gold. Der erstere sucht daraufhin nach seiner Kugel, findet sie aber nicht mehr. Seitdem kegelt der Popele nur noch mit acht Kegeln.[8]
- D006 Röhrenberg, auch Rauhesetzebühl, (Hügel) bei Allensbach, Baden-Württemberg. Ein Handwerksbursche rastet an der Quelle des Hügels. Da öffnet sich der Berg beim Quellenspalt, es leuchtet heraus und der Jüngling sieht ein GKS mit zwei goldenen Kugeln. Dann tut es einen Knall und die Öffnung samt GKS sind verschwunden. Ein altes Männlein (Zwerg?) erklärt ihm, er hätte nur seinen Stecken in die Öffnung hineinwerfen müssen, dann wäre es seins gewesen.[9]
- D007 Abtsberg (Hügel) zwischen Sipplingen und Sußenmühle, Baden-Württemberg. In einer Höhle ist ein GKS, das durch ein eisernes Gitter geschützt ist und nie gehoben werden konnte. Nachts hört man es manchmal kegeln, das Rollen der Kugel, das Fallen der Kegel.[10]
- D008 Schloss Neu-Dettingen bei Konstanz, Baden-Württemberg. Ein Ritter besaß ein GKS und kegelte damit. Er vergrub es schließlich auf dem Burghof. Da er keine Ruhe findet, rollt er in unheimlichen, dunklen Nächten die Kugel oder wenn nach dem GKS gegraben wurde.[11]
- D009 Dietfurter Höhle unter der Burgruine Dietfurt bei Inzigkofen-Dietfurt, Baden-Württemberg. In der Höhle ist ein GKS begraben, das nie gefunden werden konnte.[12]
- D010 Salzstadel (Gebäude) in Ravensburg, Baden-Württemberg. Ein GKS liegt unter dem Gebäude und soll oft gehört, aber auch gesehen worden sein. Ein Nachtwächter sieht eine Kugel an sich vorbei auf das GKS zurollen, schaut nach und erhält eine Ohrfeige.[13]
- D011 Alt-Kißlegg (Burgstall) bei Kißlegg, Baden-Württemberg. Im Hügel des Burgstalls liegt ein GKS, bewacht von einem Geist.[14]
- D012 Kloster Wessobrunn in Wessobrunn, Bayern. Das Kloster hatte einst ein GKS, ein „Stoßpudelgespiel“, das in unruhigen Zeiten in den Gewölben unter der Klosterkirche oder des Klosters verräumt und danach nie wiedergefunden wurde.[15]
- D012a Königsbruch (Steinbruch) bei Paterzell, Bayern. Variante A: Im Bruch liegt ein GKS begraben, das nie gefunden werden konnte.[15] Variante B: Im Bruch liegt ein GKS begraben, das nie gefunden werden konnte. Jeder Kegel ist neun Zoll hoch.[16]
- D013 Alteberstein (Ruine) bei Ebersteinburg. Variante A: In einem Gewölbe der Burg liegen Kisten mit Geld, Kegelspiel und goldenem Kalb, bewacht von einem schwarzen Hund.[17] Variante B: Ähnlich wie Variante A, nur dass es 5 Kisten und ein silbernes Kegelspiel sind.[18]
- D014 Burg Hochberg bei Remseck, Baden-Württemberg. Ein Hirtenknabe trifft in der Burg Sonntags auf zwölf Ritter, die mit neun goldenen Kegeln und zwei goldenen Kugeln kegeln. Als Kegelbube wird er mit vier Goldstücken belohnt, danach löst sich die Gesellschaft in Luft auf. Zu Hause zeigt er seinen Schatz und erfährt, drei Tage fort gewesen zu sein. Das GKS ist seitdem verschollen. In Deutschlands größter Notzeit kommen die zwölf Verwunschenen wieder und befreien das Land von seiner Not.[19]
- D015 Burg Granegg (Burgrest) bei Wißgoldingen, Baden-Württemberg. Die Ritter hatten ein GKS und kegelten damit. In Kriegszeiten vergruben sie es im Berg. Man sieht es bei Gewitter, Donner oder Regenbogen.[20]
- D016 Burg Hornberg bei Neckarzimmern oder Burg Hornberg (Ruine) bei Hornberg im Schwarzwald, Baden-Württemberg. Unter der Burg ist ein GKS begraben.[21]
- D017 Burg Drachenfels (Ruine) beim Ort Busenberg, Rheinland-Pfalz. Variante A: Im Burgbrunnen liegt ein silbernes Kegelspiel, das von einer feuerspeienden Kröte bewacht wird. Drei Schwestern in weißen Gewändern will man in der Ruine gesehen haben. Gegen den Drachenfels (am gleichen Berg) soll ein Drache geflogen sein.[22] Variante B: In der Burg liegt ein GKS, mit dem die Geister kegeln.[23]
- D017a Burg Altdahn (Ruine) bei Dahn, Rheinland-Pfalz. In der Burg liegt ein GKS, mit dem die Geister kegeln.[23]
- D018 Burg Schauenforst (Ruine) auf dem Schlossberg bei Rödelwitz, Thüringen. Variante A: In der Ruine ist ein GKS begraben.[24] Variante B: Ein böser Ritter presst nach vernichteter Ernte (wegen Überflutung) seine Untertanen aus und lässt sich aus dem Erlangten ein GKS fertigen und kegelt damit. Ein alter Mann, dem er alles nahm, verflucht ihn, auf ewig mit dem GKS zu kegeln. In schwülen Nächten ist der kegelnde Ritter noch heute zu hören.[25]
- D019 Burg Wysburg (Ruine), auch Hunnenburg, auf der Schlosskuppe bei Neuenbeuthen, Thüringen. Die letzten Burgherren waren Raubritter, die ihre Umgebung plünderten und brandschatzten. Aus ihrer Beute ließen sie neun goldene Kegel und acht silberne Kugeln fertigen. Als die Burg erobert wurde, versenkten sie kurz zuvor das GKS im Burgbrunnen, das bis heute nicht gefunden wurde.[26]
- D020 Valtenberg (Berg) bei Neukirch/Lausitz, Sachsen. Zwei Wanderer treffen nachts auf dem Berg auf kegelnde Zwerge und kegeln mit ihnen. Jeder der beiden darf eine Kugel mit nach Hause nehmen. Dem ersten wird sie zu schwer und er wirft sie in den Bach. Der andere aber stellt zu Hause fest, dass sich seine Kugel zu Gold verwandelt hat. Da geht der erste zum Bach und findet die seine aber nicht mehr. Seitdem ist der Bach goldhaltig.[27]
- D021 Oderwitzer Spitzberg bei Oderwitz, Sachsen. Auf dem Berg lebten einst Riesen, die gern und laut mit neun Kegeln und sechs Kugeln aus Gold kegelten. Als Heiden kegelten sie selbst an Allerheiligen (1. November) bis um Mitternacht. Da öffnete sich der Himmel und ein Feuerball fuhr hernieder und begrub sie mitsamt dem Kegelspiel. Seitdem liegt im Berg ein Klumpen geschmolzenen Goldes, der aber bis heute nicht gefunden wurde.[28]
- D022 Kyffhäuser (Berg), im Harz, Thüringen/Sachsen-Anhalt. Einem Schäfer auf der Suche nach seiner verlorenen Herde tut sich in der Johannisnacht um elf Uhr nachts der Berg auf. Heraustreten Rittergeister, unter ihnen der ehemalige Kaiser Otto I. Sie kegeln miteinander. Punkt Zwölf gehen sie zurück in den Berg, der sich wieder verschließt. Der Schäfer nimmt den Königskegel des Kegelspiels an sich. Als er am nächsten Morgen zu Hause ankommt ist er aus purem Gold.[29]
- D023 Lüningsberg (Hügel) bei Aerzen, Niedersachsen. Variante A: Auf dem Hügel kegelten früher die Geister des Bergs mit einem GKS. Ein Webergeselle versteckt sich nachts im Gebüsch und sieht dem Kegeln zu. Da fällt ein umgeworfener Kegel ihm vor die Füße, er hat ihn in der Hand und flüchtet. Die Geister verfolgen ihn. Auf einer Brücke springt er ins Wasser der Humme. Da sie über Wasser keine Macht haben, lassen die Geister von ihm ab. Der Geselle heiratet sein Mädchen und baut sich von dem Gold ein Haus, neben dem noch im 19. Jahrhundert eine Linde stand. Seit den Geistern ein Kegel fehlt, kegeln sie nicht mehr.[30] Variante B: Entspricht Variante A, nur dass die Kegler Zwerge sind und das Mädchen des Webergesellen Anna heißt.[31]
- D024 Löbauer Berg bei Löbau, Sachsen. Zwei Männer trafen auf dem Berg auf kegelnde Zwerge. Zusammen kegelten sie bis spät in die Nacht. Beide erhielten je eine Kugel als Geschenk. Auf dem Heimweg wurde sie dem einen zu schwer und er warf sie ins Gebüsch. Der andere trug sie bis nach Hause und entdeckte dort, dass sie sich zu Gold verwandelt hatte. Er wurde dadurch zu einem reichen Mann.[32]
- D025 Schöneburg (Burgstall) zwischen Altenbrak und Wendefurth, Sachsen-Anhalt. In der Burg gibt es eine Kegelbahn mit goldenen Kegeln. Ein Köhlerknabe traf auf der Suche nach einem entflohenen Pferd auf die Geister der Burg. Sie setzten ihn als Kegelbuben ein. Als Lohn versprachen sie ihm das Pferd. Zudem erhielt er noch den König des Kegelspiels. Da der Kegel wertlos schien, warf ihn der Knabe weg. Jedoch suchte er ihn wieder auf, und da war der Kegel zu Gold geworden. Die anderen Kegel der Burg aber fand man nicht.[33]
- D026 Haslachburg (Burgstall) zwischen Weingarten und Albisreute, Baden-Württemberg. Jeden Karfreitag kegeln verwunschene Ritter aus der Gesellschaft Karls des Großen mit einem GKS. Wer sie erlöst, dem gehört der ganze Schatz. Einst traf ein Mönch an jenem Tag auf die Geister und kegelte mit. Ein Jahr später kam er wieder, spielte mit, entwendete aber einen goldenen Kegel, um sein Gold einem Glockenguss zuzugeben. Die Glocke hatte einen außergewöhnlichen Klang. Als am darauffolgenden Karfreitag eine Nonne das Elfuhrläuten begann, da tobte die Glocke, löste sich von ihrer Aufhängung und rollte den Kirchturm hinab, und in die Stadt. Der Mönch erkannte, was los war, und eilte in die Burg, wo man ihn aufforderte, den fehlenden Kegel wiederzubringen. Die Glocke wurde zerschlagen und daraus sprang der Kegel, den der Mönch den Geistern am nächsten Karfreitag wiederbrachte.[34]
- D027 Schlossberg im Ambringer Grund, Baden-Württemberg. In einem Gewölbe liegt ein Kegelspiel aus neun silbernen Kegeln und drei goldenen Kugeln nebst anderen Schätzen. Auf dem Berg stand einst eine Burg. Die Ritter ließen aus dem Erz des nahen, aufgelassenen Bergwerks das Kegelspiel fertigen und die Knappen spielten damit. Der goldene Schlüssel zu dem Gewölbe wurde an dem Altar der Schlosskirche St. Martin nahe dem Heiligenstandbild verwahrt. Als das Schloss in Feindeshand fiel, rettete ein nahe wohnender Einsiedler namens Heini den Schlüssel. Er muss seitdem den Schatz zusammen mit einem schwarzen Riesen und einem Bären bewachen. Einmal zeigte er einem Mann den Schatz im Gewölbe, doch der durfte nichts mitnehmen.[35]
- D028 Fürstenbühl (Hügel) beim Weiler Höllsteig, Ortsteil von Owingen, Baden-Württemberg (Lage). Variante A: Hirtenknaben fanden einst am Hügel ein GKS. Sie ließen ihr Vieh stehen und begannen zu kegeln. So verlief sich das Vieh und die Knaben gingen, es zusammenzutreiben. Als sie zum Kegelspiel zurückkehrten, war es verschwunden. Eine Kröte kroch aus dem Gebüsch hervor über den Platz. Variante B: Zwei Knaben fanden auf dem Hügel eine goldene Kugel. Sie steckten Reiser in den Boden und begannen darauf mit der Kugel zu werfen. Da sagte der eine: „Wo ist denn die Kugel?“ „Du selbst hast sie ja!“ kam als Antwort. Doch die Kugel war verschwunden und war auch nicht mehr aufzufinden. Zu Hause erfuhren sie, dass sie die Kugel mitnehmen hätten sollen.[36] Variante C: Knaben finden Kegel und Kugeln und kegeln mit ihnen, bis das Spielgerät den Hang hinunter rollt. Zu Hause erfahren sie, dass es sich um ein GKS handelt.[37]

### Frankreich
- F101 Burgruine auf einem Felsplateau beim Ort La Châtelaine, Jura (Lage). Unter den Ruinen ist ein GKS begraben.[38]
- F102 Höhle im Berg Mont Vouan beim Ort Fillinges, Pays de Savoie (Lage). An Heiligabend öffnet sich um Mitternacht mit dem ersten Glockenschlag in der Höhle eine Bergwand und Kegel und Kugel aus Gold sind zu sehen. Mit dem zwölften Schlag verschließt sich die Öffnung wieder. Ein Mann nahm einmal die Kugel, doch blieb er mit der Ferse in der sich verschließenden Wand stecken. Eine Fee, die erschien, ließ ihn erst wieder frei, als er die Kugel herausgab.[39]
- F103 Gemeinde Cheyssac, Auvergne (Lage). Unter dem Dorf soll ein Gang verlaufen, in dem ein GKS ist, nach dem vergeblich gegraben wurde.[40]
- F104 Burgruine beim Ort Le Cluzel nahe Pontcirq, Midi-Pyrénées (Lage). Unter den Ruinen ist ein GKS begraben, nach dem erfolglos gegraben wurde. Der Schatz soll nach Amerika zurückgebracht worden sein.[41]
- F105 Schloss Montségu auf einer Anhöhe beim Ort Rimont, Midi-Pyrénées (Lage). Der Schlossherr besaß ein GKS, das nach Amerika zurückgebracht worden sein soll.[42]
- F106 Schloss im Ort Palluau, Pays de la Loire (Lage). Im Wassergraben des Schlosses ist ein GKS begraben.[43]
- F107 Schloss Barre beim Ort Bierné, Pays de la Loire (Lage). Das Grab eines um 1600 verstorbenen vierzehnjährigen Mädchens soll ein GKS enthalten haben, das während der französischen Revolution geraubt wurde. Ein Bauer soll einen dieser goldenen Kegel dann verkauft haben und dadurch sehr reich geworden sein.[44]
- D108 Arnsburg (Burgrest) auf dem Arnsberg bei Obersteinbach, Elsass (Ungefähre Lage). Ritter werfen mit goldenen Kugeln auf silberne Kegel.[45]
- F109 Schloss Binanville (Ruine) im/beim Ort Arnouville-lès-Mantes, Île-de-France (Ungefähre Lage). Unter den Ruinen liegt ein GKS oder eine Kanone gefüllt mit Goldmünzen.[46]
- F110 Schloss Montjournal (Ruine) im Ort Barrais-Bussolles, Auvergne (Ungefähre Lage). Unter der mittelalterlichen Burgruine liegt ein GKS verborgen.[47]
- F111 Ort La Guyonnière, Pays de la Loire (Ungefähre Lage). In der Gegend liegt ein GKS verborgen.[48]
- F112 Höhle beim Ort Saint-Porchaire, Charente-Maritime (Ungefähre Lage). In der Gegend liegt ein GKS verborgen.[49]

### Italien
- D201 Tribulaun (Berg) Italien, Südtirol/Österreich, Tirol. Variante A (Obernberg, Österreich): Einst gab es ein Bergwerk, dessen Knappen so reich waren, dass sie ein GKS hatten, mit dem sie kegelten. Nachdem sie einem Stier lebendig die Haut abgezogen hatten und ihn mit Salz bestreut hatten, stürzten die Stollen ein. Überlebende Knappen vergruben das GKS in einer Höhle des Bergs. Die Pest raffte die letzten von ihnen weg.[50] Variante B (Steinach, Österreich): Auf der Flucht vor der Pest fielen die letzten Knappen auf dem Berg tot um. Bei ihnen fand man ein GKS, das nun unter dem Rasselstein im Obernberger Tal verborgen sein soll. Ein Ochsner sah einmal einen Zwerg, den er nach dem Sitz des GKS fragen wollte. Sein Ochsengespann lenkte ihn davon ab, danach war der Zwerg verschwunden.[51] Variante C (Pflersch, Südtirol): In der Nähe des grünen Sees am Berg findet man Knappenlöcher und die Flurnamen Schatzgraben und Knappentanzplatz. Dort soll ein silbernes Kegelspiel begraben sein. In anderem Zusammenhang wird auch hier von den frevelnden Knappen erzählt, die einem Ochsen lebendig die Haut abgezogen hatten und ihn gebraten und gesalzen hatten.[52] Variante D (Pflersch): Einst regierte das Pflerscher Tal ein hartherziger Tyrann, der ein GKS hatte. Es kam zu einem Aufstand der Bergleute, der König verfolgte die Aufrührer bis in die Berge. Da erschien der Geist des Tribulaun und verwandelte den König zu Stein. Das GKS liegt seitdem irgendwo in den Bergen vergraben.[53]
- D202 Bergwerk (aufgelassen) nahe der Weitenberger Alm bei Pfunders, Südtirol. Nach einer Naturkatastrophe musste das Goldbergwerk von den Knappen aufgegeben werden, ihr GKS verschwand.[54]
- D203 Hügel von St. Sisinius bei Laas, Südtirol. Im Hügel liegt ein GKS begraben.[55]
- D204 Schloss Juval bei Staben (Naturns), Südtirol. Im Keller liegt ein GKS. Zuweilen sah man nachts eine leuchtende, goldene Kugel vom Schloss ins Tal und wieder zurück schweben, doch hat man das schon lange nicht mehr gesehen.[56]
- D205 Kratzberger See nahe dem Missensteiner Joch bei Falzeben, Südtirol. Auf dem Seegrund liegt ein GKS.[57]
- D206 Villanderer Berg, Seebergalm und Villanderer Alm, Südtirol. Variante A (Villanders): Im schwarzen See auf der Seebergalm liegen neun Kegel und eine Kugel aus Gold.[58] Variante B: Im Mittelalter schenkt der Kaiser den Knappen auf der Seebergalm neun Kegel und drei Kugeln aus Gold. Die Knappen spielen jeden Abend. Eines Abends vergessen sie das Kegelries aufzuräumen. Ein beleidigter Knappe wirft darauf das Kegelspiel in den schwarzen See, wo es noch heute liegt und nie gefunden werden konnte.[59] Variante C: Auf der Seebergalm war einst eine Stadt der Bergbauleute, die durch den Erzabbau reich und hoffärtig geworden waren. Sie hatten ein GKS, mit dem sie kegelten. Der 'Obmann' verwarnt sie, doch sie graben einen Stollen und kegeln dort weiter. Da gibt es ein Gewitter, das den Stollen einstürzen und GKS mit Knappen untergehen ließ. Das GKS ist nun im Schwarzen See.[60] Variante D (Sarntheim): Ähnlich wie Variante B. Neun Kegel, zwei Kugeln, ein Drache als Schatzhüter.[61] Variante E: Ähnlich wie Variante B. Ein Wolkenbruch verschüttet den Stollen. Man hört die Knappengeister am Vorabend von Mariä Himmelfahrt kegeln.[62] Variante F (Signat): Ähnlich wie Variante B. Die Knappen gehen unter weil sie an Mariä Himmelfahrt kegeln bzw. anstatt in die Kirche zu gehen, kegeln.[63] Variante G: Auf der Villanderer Alm war einst ein Schloss. Die Burgfrau schickt das Kindermädchen, die Männer zum Essen zu holen. Das Mädchen trägt das Kind, als es die Männer beim Kegeln antrifft. Sie ruft sie zum Essen, da schlägt einer der Männer dem Kind dem Kopf ab, und sie kegeln damit weiter. Es gibt einen großen Krach und alles versinkt. Nur aus einem Loch des Berges kommen noch Kinder heraus. In dem Loch ist aber ein See, in dem der Burgschatz liegt, bewacht von einem Hund.[64]
- D206a Moose hinter dem Rittner Horn, Südtirol. Einst stand hier ein Schloss. Einem Mann träumt, er könne dort durch Zauber die neun Kegel und die Kugel aus Gold (und andere Schätze) heben, die man schon oft an Hohen Frauentagen kegeln gehört hat. Der Mann geht darauf los und findet tatsächlich das Zauberschloss. Eine schöne Jungfrau erwartet ihn am Tor und will ihn einlassen, wenn er den Schlüssel von einer Hütte besorgt. Dort findet er einen schwarzen Hund auf dem Schlüssel. Ohne den Schlüssel kehrt er zur Frau zurück. Sie fragt ihn, was er will. Er sagt darauf, die Seile?, die über dem Tor hängen. Da fängt die Frau das Klagen an, es donnert und Schloss und Frau sind verschwunden. Hätte er die Frau gewollt, wären alle Schätze sein gewesen.[65]
- D207 Pitscheförter Ebene auf einem Berg hinter St. Magdalena, Gemeinde Villnöß, Südtirol. Riesen, die alle kopflos waren, bis auf einen mit drei Köpfen, waren reich und hatten neben weißen Schafen, ein GKS, mit dem sie oft spielten, so dass es weithin zu hören war. Seitdem die Riesen verschwunden sind, ist das GKS tief im Berg begraben.[66]
- D208 Burg Lusenegg bei Lajen, Südtirol. Am Keller zu Lusenegg ist ein GKS begraben.[67]
- D209 Kofel, auch Schlossberg, der Kalvarienberg bei Kastelruth, Südtirol. Variante A: Am Berg befindet sich unter dem Einfang ein ebener, schattiger Platz, den man den Kegelplatz nennt. Auf diesem liegen neun goldene Kegel und zwei silberne Kugeln vergraben. Wenn man um Mitternacht hinauf zum Kofel geht, so kann man oft die alten Rittersleute auf dem Kegelplatz kegeln sehen.[68] Variante B: Als der Kofel noch kein Kalvarienberg war, kegelten die Rittergeister zu bestimmten heiligen Zeiten, insbesondere in den Quatembernächten, mit neun goldenen Kegel und zwei silbernen Kugeln. Ein Mann sucht sie auf und wird von den Geistern als Kegelbube eingesetzt. Solange bis einer der Ritter mit einem Wurf alle Kegel umwirft. Da löst sich alles in Luft auf und der Mann wacht schweißgebadet unter seiner Bettdecke zu Hause auf.[69]
- D210 Burg Schenkenberg (Burgstall) zwischen Völs und Ums, Südtirol. Variante A: In den Kellergewölben ist ein GKS begraben.[70] Variante B: Ein Knabe gelangt in die Burg und trifft die Geister der Ritter beim Kegeln mit dem GKS an. Eine schöne Jungfrau mit goldenen Haaren sagt ihm dreimal, dass er mit ihr kommen solle, sie wolle ihm einen Schatz zeigen, der ihm gehören soll. Der Knabe fürchtet sich, da wirft ein Geist alle neune, und mit lautem Pfeifen löst sich alles in Luft auf. Am nächsten Morgen wacht der Knabe vor der Burg auf der Wiese auf.[71]
- D211 Burg Zwingenstein (Burgrest) am Ritten bei Unterinn, Südtirol. Variante A: An der Ruine sieht man zuweilen ein Fräulein, das viel spinnt. Sie spricht eine Hirtin an und führt sie in einen unterirdischen Gang, in dem Knaben mit silbernen Kegeln und goldenen Kugeln kegeln. Die Frau erlaubt ihr von den Schätzen zu nehmen, doch die Hirtin bekommt Angst und läuft davon.[72] Variante B: Die Hirtin will das Fräulein erlösen und geht in den unterirdischen Gang, doch als sie das 3. Mal einen Wurm (Lindwurm?) an sich spürt, läuft sie davon und lässt die Aussicht auf die Schätze fahren. Das Fräulein klagt, dass es nunmehr wieder hundert Jahre warten müsse, bevor es erlöst werden könne.[73]
- D212 Burg Völseck (Burgrest), auch Velseck, bei Tiers. Unter der Burg liegt ein GKS, das nie gefunden werden konnte.[74]
- D213 Burg Neuhaus (Ruine), auch Schloss Maultasch, bei Terlan, Südtirol. Variante A: Eine alte Frau versteckt sich um Mitternacht in der Ruine. Riesen treten mit dem GKS in den Burghof und beginnen zu kegeln, dass es weithin zu hören ist. Sie entdecken die Frau, doch bevor sie ihr etwas tun können, schlägt es ein Uhr und der Spuk verfliegt. Gerettet wurde sie durch das Geweihte, das sie bei sich trug.[75] Variante B: Der Jäger der Maultasch (eine Fürstin) stahl ihr GKS. Seitdem war er verflucht, der Kegelbube der Geister der alten Grafen von Tirol zu sein, die nachts mit dem GKS auf dem Burghof kegeln. Nur alle hundert Jahre kann man ihn erlösen. Ein altes Eierweib traf auf ihn an einem solchen Tag. Die zehn Eier in ihrem Korb wurden auf einmal schwarze Kohlen. Der Geist befahl ihr, etwas Geweihtes darauf zu werfen, doch sie hatte nichts Passendes bei sich. So wandelten sich die Kohlen wieder in Eier, anstatt in die goldenen Kegel samt Kugel; und der Geist blieb unerlöst.[76] Variante C: Unter der Burg liegen fünf Kegel und eine Kugel aus Gold, die ein untreuer Diener der Maultasch dort vergraben hat. Zuweilen kegeln Geister damit, besonders in Quatembernächten, dass es weithin hallt. Der Schatz hat schon oft geblüht, konnte aber noch nie gehoben werden.[77]
- D214 Burg Hocheppan (Ruine) bei Missian, Südtirol. Hirtenknaben gelangen abends in den unterirdischen Gang der Burg und finden ein GKS. Als sie es mitnehmen, hören sie das Gemäuer krachen und der Boden bebt. Vor Schreck lassen sie das GKS fallen, finden aber den Ausgang nicht. Hätten sie das GKS behalten, wäre ihnen nichts geschehen. So müssen sie bis zum nächsten Morgen warten. Das GKS ist seitdem verschollen.[78]
- D215 Kegelberg (Berg) bei Deutschnofen, Südtirol. Auf dem Kegelberge im Eggental schoben in alter Zeit die saligen Leute mit goldenen Kugeln nach goldenen Kegeln, dass es weithin hallte. Die Saligen versteckten es aber immer rechtzeitig im Berg, wo es noch heute ist, wenn sich die Knaben aus Deutschnofen aufmachten, sie beim Spielen zu beobachten.[79]
- D216 Schloss Pretzenberg bei Welschnofen, Südtirol. In den Kellergewölben im Fels liegen neun Kegel und eine Kugel aus Gold. Ein Knecht gräbt danach und findet nur einen Korb Espenlaub. Eine Magd entdeckt das Laub, steckt etwas davon in einen Sack. An der Oberfläche ist im Sack stattdessen Gold. Beide erfahren, dass sie das Laub mit etwas Geweihtem zu Gold hätten machen können, doch das Laub war nicht mehr zu finden.[80]
- D217 Bergwerk (aufgelassen) Knappenstube hinter der Geplänk-Alm am Latemar, Südtirol. Variante A: Einst schürften im Berg Knappen nach Gold und wurden reich. Sie leisteten sich ein GKS und kegelten damit, auch zu christlichen Unzeiten und verführten das Volk zu Spiel und Tanz. Da kam ein Gewitter und fegte alle hinweg. Alles Gold im Berg ist seitdem geblendet und nur Zauberkundige und Zwerge können es noch sehen.[81] Variante B (Eggen): Im Stollen ist ein GKS verborgen, das in der rechten Nacht gehoben werden kann. In der Johanninacht (24. auf 25. Juni) scheint eine Goldader, die sich vom Bergwerk in das Tal hinabzieht, sehr hell.[82] Variante C (Tiers): Im Berg hüten die Zwerge viel Gold und Edelsteine. In der Johanninacht ist der Eingang zum Bergwerk hell erleuchtet. Zwei Bauern finden im Stollen das GKS, das von zwei schwarzen Hunden bewacht wird. Da bricht ein Gewitter los und die Bauern ergreifen die Flucht. Draußen erwartet sie der Mond in ruhiger Nacht.[83] Variante D (Deutschnofen): Zwei Bauern finden in der Johanninacht im Stollen das GKS, das von großen Hunden bewacht wird. Unheimliches Gepolter vertreibt die beiden Männer aus der Höhle. Drei Tage lang haben sie danach hohes Fieber.[84]
- D218 Burg Castelfeder (Ruine) bei Montan, Südtirol. Variante A: Einst wohnte auf der Burg eine heidnische Familie, die ein GKS besaß. Ein Hirtenknabe findet in der Nähe der Ruine einen der Kegel mit einem Zettel, auf dem steht: „Neun Schritte gegen die Vill liegt noch neunmal so viel.“ Er eilt zu einem anderen Hirten, um ihm den Fund zu zeigen. Als er aber bei ihm ankommt, hat er nichts mehr in der Hand.[85] Variante B: Ein Zauberer war um Mitternacht auf dem Berg. Als er eine Zauberformel spricht, kommt der Geist der Burg und weist ihn vom Platz, sonst erginge es ihm schlecht, denn der Schatz dürfe von Christen nicht gehoben werden, da er von Heiden stamme. Der Zauberer zögert, da bekommt er auf der Stirn drei schwarze, giftige Blasen, an denen er drei Tage später qualvoll stirbt.[85] Variante C: In der Ruine ist ein GKS. Ein Mann trifft dort auf den Geist der Burg und muss sagen: Neunmal Kegel und neunmal Kugel.[86] Variante D: Ein Bauer trifft auf den Burggeist, der sich nach hundert Jahren zusammen mit dem GKS wieder zeigt. Der Mann darf das GKS mitnehmen, doch soll er es nicht absetzen, bis er zu Hause ist. Auf dem Heimweg wird es ihm immer schwerer. (Er setzt es ab?) Da verschwindet er mit dem Sack, in dem das GKS ist.[87]
- D219 Bergwerk im Fersental, vielleicht das Bergwerk 'Grua va Hardömbl' (aufgelassen) bei Palai im Fersental/Palù del Fersina, Trentino. Ein Mann begegnet einem Bergmann, der ihm sagt, er wisse, wo im Tal das GKS der Knappen begraben sei. Er würde es ihm zeigen, wenn er alles Geweihte ablege. Da ist der Mann nicht mitgegangen.[88]
- D220 Specker/Speccheri (Ort) nahe Brandtal/Vallarsa, Trentino (Ungefähre Lage). Variante A: In Vallarsa war einst ein Goldbergwerk. Die Goldgießer im nahen Specker waren so reich, dass sie sich goldene Boccia- bzw. Kegelkugeln gossen. Als sie damit auf einer Wiese spielten, kam ein roter Reiter und fiel in den Fluss. Sie eilten ihm zu Hilfe, konnten ihn aber nicht finden, denn es war der Teufel, der ihre Kugeln genommen und unter einem Felsblock versteckt hatte. Drei Männer müssten drei Tage lang ohne Pause arbeiten und schrecklichen Spuk überstehen, um es zu heben.[89] Variante B: Ähnlich wie Variante A, nur dass die Goldgießer Knappen sind und das Bocciaspiel ein GKS ist.[90]

### Österreich
- D301 Gebhardsberg bei Bregenz, Vorarlberg. Variante A Burg Hohenbregenz (Burgrest): Im Dreißigjährigen Krieg erobern die Schweden Bregenz durch Verrat. Des Verräters Lohn ist das GKS, das in einem Sumpf auf dem Gebhardsberg von den Grafen von Bregenz vergraben wurde. Über seinen Tod hinaus sucht der Verräter noch heute das GKS.[91] Variante B Gebhardsberg: Im Berg liegt ein Kegelspiel aus goldenen Kegel und silbernen Kugeln begraben.[92] Variante C Ruine Pfannenberg: Als die Burg einmal belagert wurde, vergruben die Burgsassen ihr GKS in der Nähe. Bauern hoben den Schatz mit Schaufeln und Rosenkränzen, doch als einer von ihnen währenddessen das Schweigen brach, entglitt es ihren Händen und stürzte in das Loch zurück, das sich in einen kleinen See verwandelte, auf dessen Grund das GKS noch heute liegt, ohne dass man es jemals wiedergefunden hätte.[93]
- D302 Burg Knieburg (Burgstall) zwischen Dornbirn und Schwarzach, Vorarlberg. Die letzten Ritter, Raubritter, vergraben ihr GKS auf der Flucht vor angreifenden Feinden. Das GKS soll zum Segen der armen Leute von Haselstauden einmal wiedergefunden werden. Unterirdischer Gang von der Burg nach Schwarzach.[94]
- D303 Berg bei Ebnit, Vorarlberg. Im Berg lag das GKS der Grafen von Hohenems. 1809 kamen die Franzosen, um es zu heben. Ein Pfarrer namens Drexel verbarg das GKS in seinem Pfarrhaus und versteckte sich in der Drexelhöhle im Berg. Seitdem ist das GKS wieder im Ebnit, aber verschollen.[95]
- D304 Ehemalige Burg Hörnlingen unter der Wallfahrtskirche Mariä Heimsuchung auf dem Liebfrauenberg in Rankweil, Vorarlberg. Die ehemaligen Ritter kegelten mit dem GKS. In altem Gewölbe unter heutigem Kirchenschiff ist das GKS begraben.[96]
- D305 Burg Siegberg (Ruine) bei Göfis, Vorarlberg. Ein hartherziger Ritter weist einen armen Mann ab, der nachts um Einlass bittet. Daraufhin verflucht er den Ritter, der zusammen mit seinem GKS untergeht. Das GKS ist hebbar an Allerseelen (2. November) und Heiligabend (24. Dezember). Wer es außerhalb dieser Zeit sucht, kommt zu Schaden (Ausschlag, Fallsucht, Geisteskrankheit). Unterirdischer Gang zu anderer Burg.[97]
- D306 Burg Wiesberg bei Tobadill, Tirol. Variante A: Zur Zeit der Christenmission lebte auf der Burg ein Raubritter, der ein Spiel aus silbernen Kegeln und einer goldenen Kugel besaß. Er verweigerte den Missionaren den Zutritt ins Tal und kegelte vornehmlich zu ihren hohen Feiertagen. Deswegen ist er auf ewig verwunschen, im Morgengrauen mit seinen Gesellen kegeln.[98] Variante B: Ein Knabe stößt in der Burg auf schwarz gekleidete Kegler, die ihn als Kegelbube einsetzen. Als Lohn erhält er das hölzerne Kegelspiel, das er nicht annimmt. Er wendet sich ab, um zu gehen, da gibt es in seinem Rücken Geschrei. Er dreht sich um und sieht das Kegelspiel nunmehr aus Gold, das sich aber vor ihm auflöst. Ein anderer Knabe nimmt einen Kegel mit für seine Schwester. Zu Hause ist er aus Gold.[99]
- D307 Kronburg (Ruine) bei Zams, Tirol. Variante A: Alle fünfzig Jahre kegeln Geister laut mit silbernen Kegeln und goldenen Kugeln. Leute, die einmal nach dem GKS gruben, stießen auf eine Truhe, in der aber nur ein viereckiger Stein war.[100] Variante B: Wer das GKS, das unter der Burg verborgen ist, findet, erlöst den Graf, der dort geistert.[101]
- D308 Burg Alt-Starkenberg (Burgrest) bei Tarrenz, Tirol. Von der Burg führt unterirdischer Gang hinunter zum Salvesenbach. Im Gang liegt ein GKS, das nie gefunden wurde. Man hört Geister damit kegeln.[102]
- D309 Thaurer Schloss (Ruine) bei Thaur, Tirol. In unterirdischen Gängen unter der Burg liegen neun Kegel und eine Kugel aus Gold, die nie gefunden wurden.[103]
- D310 Bergwerk (aufgelassen) oberhalb von Greifenburg, Kärnten. Frevelnde Knappen kegeln mit ihrem GKS im Bergwerksstollen und gehen mit ihm dort unter. Das GKS liegt dann in einem See. In späterer Zeit leiht sich ein Zwerg vom Almhirten drei schwarze Ochsen, um das GKS bei Neumond zu heben. Bei Rückgabe der Ochsen im Morgendämmer, sagt der Zwerg, an den Hörnern klebe Gold, des Hirten Lohn. Der Hirte sieht nur gelben Lehm und wischt die Hörner ab. Als die Sonne aufgeht, bemerkt er Goldspuren an den Hörnern. Er sucht das Abgewischte, findet es nicht mehr und bleibt arm.[104]
- D310a Kaltsee, Seetal, nahe Gnoppnitztal, Kärnten. Im See liegt ein goldenes Kegelspiel.[105]
- D311 Burg Kronsegg (Burgstall) bei Schiltern (Krems), Niederösterreich. Der letzte Ritter ist ein Taugenichts und kegelt mit seinem GKS. Er versenkt neun Kegel samt Kugeln im Schlossbrunnen auf der Flucht vor den angreifenden Schweden und entkommt durch unterirdischen Gang, kehrt aber nie zurück.[106]
- D312 Burg Schonenburg (Burgstall) bei Schönberg am Kamp, Niederösterreich. Variante A: Der letzte Ritter ist ein Taugenichts und kegelt mit seinem GKS. Er versenkt neun Kegel und drei Kugeln im Schlossbrunnen auf der Flucht vor angreifendem Feind.[107] Variante B: Die Burg wurde von den Schweden zerstört. Drei Männer finden den unterirdischen Gang in die Ruine, um GKS zu heben, das einem hartherzigen Ritter gehörte. Der Rittergeist erlaubt ihnen vom Schatz zu nehmen, wenn sie darüber schwiegen. Aus Habgier kommen sie aber bewaffnet mit den Dörflern wieder, um alles zu heben. Im Gang tut sich die Erde auf und verschluckt sie unter dem Lachen des Ritters.[108]
- D313 Untersberg (Berg der Berchtesgadener Alpen) bei Salzburg, Salzburg/Deutschland, Bayern. Ein Zwerg bringt einen jungen Ziegenhirten in den Berg, damit er zwölf Rittergeistern als Kegelbub beim Kegelspielen helfe. So geschieht es. Am Ende wünscht sich der Hirte einen Kegel als Souvenir. Ein Ritter überreicht ihm den König des Spiels. Der Hirte nimmt den schweren Kegel und schlummert ein. Als er aufwacht, ist der Kegel zu Gold geworden. Er geht heim in sein Dorf und erfährt, dass er nicht einen Tag, sondern fünf Jahre lang fort war.[109]
- D314 Alpl (Berg), Flur Zur Schreibstatt, zwischen Mühlen und Friesach, Kärnten/Steiermark. Der Teufel fordert einen räuberischen Wirt zum Kegelspiel. Der Einsatz des Wirts ist seine Seele. Sie kegeln mit neun goldenen Kegeln und einer silbernen Kugel. Der Teufel verliert und tritt voll Zorn seinen Huf auf das Spielfeld, bevor er es verlässt. Den Abdruck kann man heute noch sehen.[110]
- D315 Feigenstein (Berg), zum Wanning (Berg) gehörend, bei Nassereith, Tirol (Ungefähre Lage). Im hohlen Feigenstein ist ein GKS, mit dem riesenhafte Leute spielen. Früher hörte man den schönen Klang oft. Die Leute sind sehr arm, sie besitzen nur ein Paar Kartoffeläcker.[111]
- D316 Hemmaberg bei Globasnitz, Kärnten (Lage). Am Südhang des Hemmabergs sah ein Hirt eine silberne Kegelbahn mit neun Kegeln und drei Kugeln aus Gold. Als er nachts den Schatz heben wollte, fand er sie nicht mehr.[112]

### Schweiz
- D401 Burg Mörsburg bei Winterthur, Zürich. In unterirdischem Gang sitzt eine junge Frau, das GKS zu ihren Füßen, ein schwarzer Hund als Wächter. Sie wartet auf einen Jüngling, der sie mit drei Küssen erlöst und samt dem GKS heimführt.[113]
- D402 Burg Sternegg (Burgstall) auf dem Dietschwiler Höchi, Schönauer Seite bei Dietschwil, Kanton St. Gallen. In tiefem Burggewölbe liegt ein GKS, aber alle Grabungen bisher vergeblich.[114]
- D403 Martinsbrücke über der Goldach bei St. Gallen, St. Gallen. Variante A: In einer Höhle nahe der Brücke liegt ein GKS, das vom Teufel bewacht werden muss.[115] Variante B: Viele gingen es zu holen, keiner kam wieder. Einer Frau, die nachts die Brücke querte, folgte eine schwarze Katze, einer anderen ein schwarzer Mann.[115]
- D403a Burgenrest am Aetschberg bei Abtwil, St. Gallen. Die Ritter der Burg hatten ein GKS und luden gern zum Kegeln ein. Ein Jüngling verliebt sich dort in die Rittertochter. Beide werden ein Paar, aber ihre Liebe hält nicht. Der Jüngling nimmt daraufhin das GKS und vergräbt es an unbekanntem Ort.[116]
- D403b Burg Rappenstein (Burgrest) auf dem Martinstobel bei St. Gallen, St. Gallen. Das GKS ist in eiserner Kiste, schwarzer Hund als Wächter, hebbar in der Andreasnacht (30. November) oder an Heiligabend (24. Dezember), jedoch bedarf es dazu des Schutzes von Geweihtem.[117]
- D404 Burg Hohensax (Ruine) bei Sennwald, Ortsteil Sax, St. Gallen. Die Ritter von Hohensax kegeln mit ihrem GKS, das zum Familienschatz gehört und nicht verpfändet werden darf. Der Kastellan ist ihr Kegelbube. Er stiehlt das GKS und wird dafür hingerichtet. Seitdem bewacht er es als Geist. Das GKS ist in unterirdischer Kammer und wurde nie gefunden.[118]
- D404a Burg Forstegg (Ruine) bei Sennwald, Ortsteil Salez, St. Gallen. Der letzte Ritter ist ein Taugenichts und kegelt mit seinem GKS. Er versenkt goldene Kugel vor dem Zugriff seiner Gläubiger im „Galgenbrunnen“ der Burg. Zwerge spielen Sonntags im Hügel mit dem GKS. Sie verursachen bei Gewitter den Donner. Der geheime Gang zur Höhle der Zwerge ist verschüttet. Das GKS konnte nie gefunden werden.[119]
- D405 Burg Alt-Wädenswil (Ruine) bei Wädenswil, Zürich. Das GKS ist unter der Ruine, konnte aber nie gefunden werden.[120]
- D406 Burg Neu-Habsburg (Ruine) bei Meggen, Luzern. Kegelnde Rittergeister, mal freundlich, mal unfreundlich. Einer von ihnen zeigt einem Mädchen das GKS. Junge Männer, die daraufhin mit Geweihtem das GKS heben wollen, finden es aber nicht.[121]
- D407 (Burgruine) Landenberg in Sarnen, Obwalden. Im Hügel liegt ein GKS.[122]
- D407a Ort Bauma bei der Ruine Landenberg in Sarnen, Obwalden. Im ehemaligen Sumpf Münzach, auf dem heute das Dorf Bauma steht, irrten blaue Lichter umher, die den Seelen der Ritter von Alt-Landenberg gehörten. In den heiligen Nächten verwandelten sie sich in der Geisterstundenzeit wieder in Ritter, die über den Sumpf mit einem GKS kegelten.[123]
- F408? Hochebene Gros-Mont (Großer Mung) südlich des Orts Charmey, Freiburg. Alpenweide namens «le jeu de quilles» = Kegelspiel.[124]
- D409 Burg Rappenstein (Ruine) bei Untervaz, Graubünden. Flurname bim goldiga Chegelspiel in der Nähe der Burg.[125]
- D410 Burg Ober-Ruchenberg (Ruine) bei Trimmis, Graubünden. Variante A: Die Burgfrau half der Elfenkönigin im Gebirge einmal bei der Geburt. Zum Dank erhielt sie ein GKS, mit dem sie die guten Berggeister rufen konnte. Ein Urenkel missbrauchte das GKS jedoch immer wieder, um neue Schätze zu erlangen, bis neun Riesen seinem Ruf folgten, und ihn, seine Mannen und die Burg mit großem Lärm untergehen ließen. Nur seine Tochter wurde geschont und lebt nun bei den Elfen. Alle hundert Jahre kehrt sie an die Oberwelt zurück, in Brautschmuck und weißem Gewand, und wartet auf einen Jüngling, der sie erlöst und das GKS wiedergewinnt.[126] Variante B: Ein Bauer folgt Lärm und findet in der Ruine drei Rittergeister, die mit dem GKS kegeln. Als er selbst die Kugel wirft und die Kegel umfallen, verschwinden GKS und Ritter mit Getöse.[127] Variante C: Ausführliche Version der Variante B. Ein Bauer folgt nachts Lärm und Lichtschein, der aus der Ruine dringt. Er beobachtet drei Ritter beim Kegeln mit dem GKS. Doch sie treffen nie alle neun Kegel. Als er sie schlafend wähnt, nimmt der Bauer die Kugel und wirft alle neune. „Alle Neune!“ entfährt es ihm. Die Rittergeister wachen auf und es tut einen Donnerschlag und Ritter wie GKS versinken vor dem Bauer, der sich ärgert, weil er, wenn er den Mund gehalten hätte, er die Geister erlöst und das GKS für sich gewonnen hätte.[128]
- D411 Burg Felsberg (Burgstall) in Felsberg bei Chur, Graubünden. Ritter kegelten einst mit ihrem GKS. Jetzt ist das GKS unter dem Burgplatz in einer eisernen Kiste mit einem schwarzen Pudel als Wächter.[129]
- D412 Burg Nieder-Juval (Burgrest) bei Rothenbrunnen, Graubünden. Nächtliches Kegeln der Rittergeister mit einem GKS. Helles Licht. Nähert man sich, verschwindet der Spuk.[130]
- D413 Burg Lunat (Burgstall) bei Vaz/Obervaz, Ortsteil Lain, Graubünden. Im unterirdischen Gang zwischen den Burgen Lunat und Nivaigl (Obervaz, Ortsteil Nivaigl) sitzt ein schönes Fräulein zu deren Füßen ein GKS liegt, bewacht von einem schwarzen Hund. Das Fräulein wartet auf einen reinen Jüngling (nur einen solchen lässt der Hund nahe treten), der sie mit drei Küssen erlöst und samt dem GKS heimführt.[131]
- D414 Wartau (Burgruine) bei Gretschins, St. Gallen (Lage). Früher hausten Ritter auf der Burg, die die Bauern unterdrückten. Sie hatten ein GKS, mit dem sie auch kegelten. Als die Burg in Flammen aufging, versenkten sie es im Burgbrunnen.[132]
- D415 Attinghausen (Burgruine Attinghausen), Uri (Lage). In der Ruine liegt ein GKS mit zwei goldenen Kugeln, das der Teufel bewacht. Heben kann man es nur am Palmsonntag während der Passion.[133]
- D416 Rosstock (Berg) nahe Bürgeln, Uri (Ungefähre Lage). Der Berg birgt in einer Höhle ein GKS, das nur am Palmsonntag oder alle hundert Jahre Mitte August im Morgengrauen zu sehen ist. Variante A: Ein Hirtenknabe sieht den Schatz und eilt nach Hause, um einen Korb zu holen. Als er wiederkommt, ist es verschwunden. Variante B: Der Hirtenknabe hütet im Hagel die Herde, als der GKS erscheint. Doch war es der Teufel, der ihn versuchen wollte, seine Pflicht zu verletzen. Hätte er die Kegel geholt, hätte er sie nicht behalten können. Variante C: Drei spielten allezeit mit dem GKS. Früher sah man sie am Karfreitag während der Passion. Als einer auf den Berg kletterte, und nach dem GKS griff, verlor er den Halt und stürzte in die Tiefe. Seitdem waren weder die drei noch das GKS mehr zu sehen.[134]
- D417 Bristen (Berg) bei Bristen, Uri (Lage). Variante A: Ein Hirte fand das GKS, als er nach einer Kuh suchte. Erst kümmerte er sich um die verlorene Kuh, als er wiederkam, war das GKS verschwunden. Variante B: Alle Jahre Mitte August im Morgengrauen kommen drei und spielen mit dem GKS. Wer etwas Geweihtes auf das GKS wirft, dem wird es gehören. Variante C: Auch am Abhang des Bristenstockes, auf der Langlaui, ist ein GKS. Wer aus der Gegend sieben (oder neun) Jahre lang die weiße Trychelziege hirtet, den wird sie im siebten (oder neunten) Jahr zum GKS führen. Bis heute ist es noch nie geschehen.[135]
- D418 Haus auf einem Hügel im Churer Talgebiet, 15 min zu Fuß vom Churer Zentrum, Graubünden (Ungefähre Lage). Unter dem alten Haus lag ein GKS, bewacht von einem schwarzen Pudel. Das GKS wurde aber vom Eigentümer des Hügels gehoben.[136]
- D419 Tiergartenhügel bei Mels, St. Gallen (Lage). Unter dem Hügel befindet sich ein GKS.[137]
- D420 Boxloo, Kanton St. Gallen. In der Umgebung liegt ein GKS.[138]

### Spanien
- E501 Cueva de Cobrante (Höhle) beim Ort San Miguel, Cantabria (Ungefähre Lage). In der Höhle befindet sich ein goldenes Bett und eine goldene Kegelbahn, auf der die Mauren spielten.[139]

### Tschechien
- D601 Burg Koberstein/Koberštejn (Burgrest) auf dem Schlossberg/Zámecká hora in der Nähe des Flusses Černá Opavica zwischen Zuckmantel/Zlaté Hory, Region Olomoucký kraj und Würbenthal/Vrbno, Region Moravskoslezský kraj (Lage). Nach einem Donnerschlag gegen Mittag taucht auf einer Wiese unter der Burg eine goldene Kegelbahn auf, mit grauen Kegeln und einer Königin aus blauem Blei. Drei Wichte (Zwerge?) schieben dann Kegel und belohnen den, der ihnen die Kegel aufstellt. Nach einer Weile verschwinden sie mit Kegel und Bahn in einem Luftwirbel.[140]
- D602 Jüttelberg/Jitrovník (Berg) bei Schluckenau/Šluknov, Region Ústecký kraj (Lage). Variante A: Einst lebten auf dem Berg menschenfressende Riesen, die zum Zeitvertreib auf einer Kegelbahn mit Kegeln und Kugeln aus Gold kegelten. Als sie dabei die Menschen beschimpften und Gott lästerten, schoss aus dem Mond eine feurige Kugel, die die Riesen mitsamt Kegelspiel in der Tiefe des Berges versinken ließ, wo das Kegelspiel bis heute liegt.[141] Variante B: Ähnlich wie Variante A, nur dass als Unheilstag der 1. November (Allerheiligen) genannt wird.[142]